# Казахи в Узбекистане
Казахи в Узбекистане — жители Узбекистана казахского происхождения. Казахи являются коренным народом в Узбекистане, третьим по численности среди всех этносов страны. На начало 2021 года в Узбекистане проживает более 800 тысяч казахов. Казахи отличаются высокой рождаемостью (28,5 чел на 1 тыс жителей) и высоким темпом роста населения (в 2011 году прирост населения у этой национальности составил в Узбекистане 20,5 чел на 1 тыс жителей)., хотя и меньшим, чем у узбекского или таджикского населения.

## История

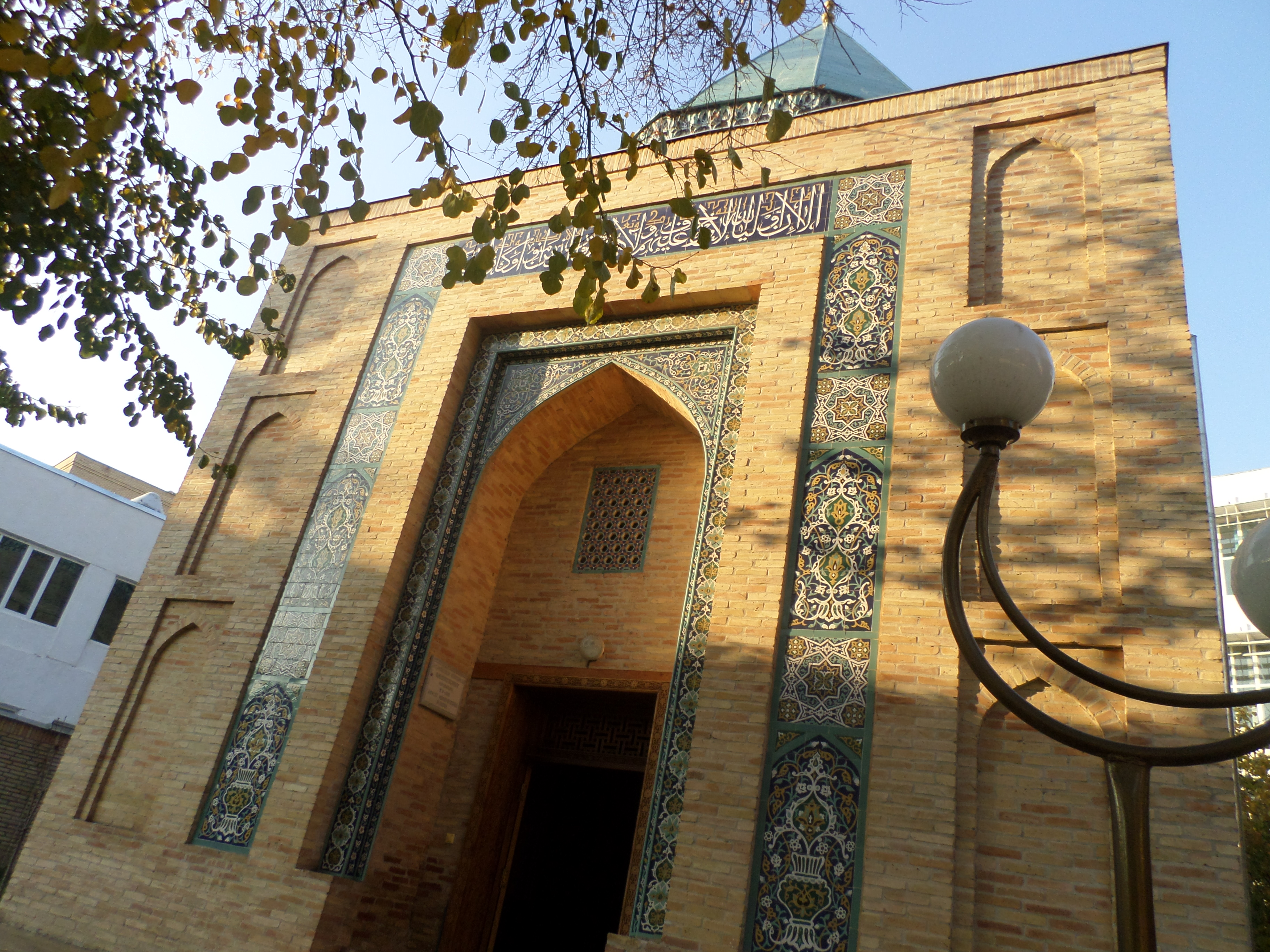
Мавзолей Калдыргач-бия в Ташкенте

Возникновение столь значительной казахской общины в Узбекистане связано исторической близостью двух народов и разностью образа жизни. Кочевые казахи расселялись в местах, пригодных для пастбищ, в то же время оседлые узбеки расселялись преимущественно в городах, населённых пунктах-центрах торговли, а также на территориях, пригодных для земледелия. Такая разность быта взаимодополняла быт казахов-кочевников и преимущественно оседлых узбеков и способствовала их взаимному проникновению. Казахи на территории современного Узбекистана расселялись во всех северных степных регионах страны, вдоль северных границ от современных Каракалпакстана до Ташкентской области включительно. Издавна казахские племена поставляли скот и продукты животноводства в города междуречья вплоть до Бухары, Самарканда, Хивы и Ходжента. В то же время представители многочисленных оседлых жителей шли навстречу степнякам с торговыми караванами, что обусловило их расселение во внутренние территории современного Казахстана.
Как видно из вышеизложенного, постоянной определенной границы между двумя народами никогда не существовало. С течением времени и насильственного перевода кочевников на оседлый образ жизни (именуемый в историографии как коллективизация), приведшего к голоду в Казахстане и миграции большого числа казахов в соседние советские республики, в том числе и в Узбекистан. До Второй мировой войны таких волн миграции было несколько, самым мощным было переселение во время так называемых Голощёкинских реформ («Малый Октябрь») в 1926—1927 годах.

## Численность
По переписи 1920 г. в Туркестанской АССР проживало 1 091 925 казахов. После нацразмежевания в 1926 г. в Узбекистане осталось 107 тыс. казахов. По данным переписи населения 1939 г., число казахов, проживающих здесь, составляло уже 305,4 тыс. чел. Увеличение связано с тем, что в 1936 г. в состав Узбекистана вошла Каракалпакская автономная республика, где проживало значительное количество казахского населения, а также с голодом в Казахстане в 1933 г., вызванным насильственной коллективизацией, что способствовало миграции казахов на территории соседних среднеазиатских республик. По переписи 1959 г. в Узбекистане насчитывалось 335,3 тыс. казахов; в 1970 г. их здесь проживало 476,3 тыс; Благодаря высокому естественному приросту населения, в 1989 году число казахов в стране превысило 808,8 тыс.
В 1989 г. в Узбекистане проживало 808 987 казахов, в том числе в Ташкенте — 30 166 человек.
Доля казахов в населении Узбекистана по данным переписей 1959—1989 гг. оставалась стабильной на уровне ок. 4,1 %. Официальные оценки численности и доли казахов Узбекистана, публикуемые УзСтатом, следующие: в 1991 году — 845,3 тыс.  человек	(4,1%), в 2011 году — 832,7 тыс. человек (2,86%), в 2017 году — 803,4 тыс. человек (2,5%).
Репатриация не могла не оказать заметного влияния на численность казахской общины Узбекистана. Существуют различные оценки масштабов репатриации казахов-оралманов в Казахстан за период 1992—2001 гг.: от 50 тыс. чел. (официальная оценка) до 180 тыс. чел. (неофициальная оценка с учётом мигрантов вне официально установленных квот репатриации). Встречающиеся в прессе неофициальные оценки, согласно которым численность казахов в Узбекистане может насчитывать 5 миллионов человек, фактически исходят из того, что значительная часть, если не большинство, казахов Узбекистана официальной статистикой не учитываются.

## Миграция
Масштабы репатриации казахов из Узбекистана в Казахстан весьма велики. По данным переписи 1999 года в стране были учтены 68796 казахов, переехавших в Казахстан на постоянное место жительства из Узбекистана в период 1989—1998 гг., а по данным переписи 2009 года в 2009 году в Казахстане проживало 288 839 казахов, переселившихся из Узбекистана в период 1999—2009 годов (что составило 74 % всех казахов, прибывших на постоянное место жительства изо всех стран СНГ, и 48 % всех казахов, переселившихся в Казахстан из-за границы). Следует учесть то, что переписью зафиксированы только те казахи-репатрианты, кто был жив на момент переписи, при этом при показателях смертности, характерных в целом для казахского населения Казахстана (7 на тысячу человек в год), около 11 тысяч репатриантов из Узбекистана уже умерли в период 1999—2009 годов. Таким образом из Узбекистана суммарно за этот период выехало в Казахстан 300 тысяч казахов. Аналогичным образом численность казахов-репатриантов из Узбекистана в предыдущее десятилетие составила 70 тысяч человек. Обращает на себя внимание и то, что объёмы миграции казахов из Узбекистана в Казахстан, зафиксированные переписью населения 2009 года, выше текущих официальных оценок миграции на 36 %. В послепереписной период (2009—2013 гг.) число репатриантов-казахов из Узбекистана составило (по данным миграционного учёта) 81 тысячу человек, а с поправкой на неучтённую миграцию составило свыше 100 тысяч человек. Таким образом в период 1989—1998 гг. из Узбекистана в Казахстан переехало 70 тысяч казахов, в 1999—2008 гг. — 300 тысяч, в 2009—2013 гг. — свыше 100 тысяч.
Общий объём репатриации узбекских казахов в Казахстан за период 1991—2014 гг., согласно официальным оценкам Министерства здравоохранения и социального развития Республики Казахстан, составил около 586 тысяч человек. Следует учитывать, что некоторая часть казахов, покинувших Узбекистан, выехала и в другие страны мира.
Столь массовая эмиграция не могла не вызвать существенного сокращения численности казахской общины в Узбекистане, так как выезд около 0,6 млн казахов существенно превышал размеры естественного прироста казахского населения Узбекистана, кроме того выезд нескольких десятков процентов всего населения соответственно сузил и репродуктивную базу казахской общины, что, соответственно, сократило и сам валовый естественный прирост.
Сальдо миграции казахов (превышение числа
 въехавших над числом выехавших) из Узбекистана
 в Казахстан (по данным миграционного учёта)
| Год   | Численность |
| ----- | ----------- |
| 1999  | 5 162       |
| 2000  | 9 028       |
| 2001  | 15 771      |
| 2002  | 21 803      |
| 2003  | 28 025      |
| 2004  | 33 113      |
| 2005  | 42 635      |
| 2006  | 23 687      |
| 2007  | 23 741      |
| 2008  | 15 445      |
| 2009  | 19 141      |
| 2010  | 18 944      |
| 2011  | 18 288      |
| 2012  | 13 459      |
| 2013  | 11 003      |
| ВСЕГО | 299 245     |

В период после 1989 года в Узбекистане переписи населения не проводились, официальные оценки численности казахов Узбекистана, публикуемые УзСтатом, демонстрируют сокращение численности казахов в Узбекистане: в 1991 году 845,3 тыс., в 2011 году 832,7 тыс., в 2017 году 803,4 тыс. Доля казахов в населении Узбекистана упала с 4,1 % в 1991 году до 2,5 % в 2017 году.

## Расселение
В Узбекистане сосредоточено подавляющее большинство проживающих в Средней Азии (исключая Казахстан) казахов (82,8 % по переписи 1970 г.). Основная масса их (93,2 % всего казахского населения республики) сосредоточена в Республике Каракалпакстан, Ташкентской, Бухарской и Сырдарьинской областях.
Казахи Узбекистана населяют прежде всего регионы, граничащие с Казахстаном. Значительную часть населения казахи составляют в Ташкентской (40,9 %), Навоийской (50 %) и Джизакской (30 %) областях, а также в Республике Каракалпакстан (30 %). 
По данным российских исследователей, казахи живут на территории Узбекистана главным образом в пределах Республики Каракалпакстан (39 % всех казахов Узбекистана), где они сосредоточены в западной и восточной частях (в то время как центральная часть республики — дельта Амударьи — заселена преимущественно каракалпаками), а также в Ташкентской области (33 % общего числа), в которой они образуют несколько компактных ареалов, В Каракалпакстане казахи составляют 30 % населения, в Ташкентской области — 40 %. Казахи преобладают в слабозаселённых северных и центральных районах Бухарской области и в северных районах Сырдарьинской.
На официальном сайте Комитета по межнациональным отношениям и дружественным связям с зарубежными странами при Кабинете министров Республики Узбекистан опубликованы следующие сведения о численности казахского населения по регионам Узбекистана:
- Каракалпакстан — 297,000 чел.[25]
- Бухарская область — 16,500 чел.[26]
- Джизакская область — 54 500 [27]
- Навоийская область — 37,000 чел.[28]
- Сырдарьинская область — 23,000 чел.[27]
- Хорезмская область — 20,000 чел.[29]
- Ташкентская область — 343 тыс.[30]

## Образование
В Узбекистане количество общеобразовательных учреждений с казахским языком обучения составило (по учебным годам):
- 2018/2019 учебный год — 153
- 2019/2020 учебный год — 152
- 2020/2021 учебный год — 149
- 2021/2022 учебный год — 144.

Для получения высшего образования на казахском языке в Нукусском государственном университете, Ташкентском и Гулистанском педагогических институтах созданы кафедры казахского языка и литературы. По другим специальностям казахскоязычных факультетов в ВУЗах нет. В Мирзачульском сельскохозяйственном колледже (г. Гагарин, центр Мырзачулского района Джизакской области), Джиззахском медтехникуме также организовано преподавание на казахском языке для получения среднеспециального образования. В Каракалпакстане функционирует республиканский казахский театр, в Мирзачуле и Навоийской области открыты музыкально-драматические театры. С 1989 года работает Казахский культурный центр. Действуют национальные, фольклорные, молодёжные и эстрадные ансамбли. Выходит в свет республиканская государственная газета на казахском языке «Нурлы жол», республиканское радио и телевидение регулярно транслируют такие передачи, как «Замандас», «Дидар» и «Достык». На Ташкент, Ташкентскую, Сырдарьинскую, Джизакскую области регулярно ведётся трансляция программ Казахского телевидения и радиовещания на казахском языке.

## Казахско-узбекские взаимоотношения
Казахско-узбекские взаимоотношения (на 2011 год) относятся к числу стабильных, в новейшей истории случаев крупных столкновений между казахами и узбеками на национальной почве не было.
Однако Президент Республики Казахстан Нурсултан Назарбаев отмечал, что в отношениях с Узбекистаном «есть дестабилизирующий потенциал и порох». Так, в апреле 2008 года, на следующий день после завершения визита в Казахстан президента Узбекистана Ислама Каримова Министерство юстиции Республики Узбекистан «выявило грубые нарушения» в работе Казахского культурного центра в этой стране, что явилось основанием для приостановления его деятельности. В частности, начальник управления общественных объединений и религиозных организаций Министерства юстиции Жалола Абдусаттарова назвала все ошибки и правонарушения национального культурного центра казахской диаспоры. К таковым, по мнению чиновника, относятся: смена юридического адреса без ведома регистрирующего органа; отсутствие регистрации арендного договора; непредоставление деклараций о проделанных работах и финансовых источниках; отсутствие сведений о количестве членов.
В то же время казахские политики не раз выражали недовольство поведением узбекских пограничников в отношении этнических казахов, проживающих в спорных до недавнего времени казахских сёлах. Так, Комитетом национальной безопасности Казахстана было зафиксировано необоснованное применение табельного оружия в отношении этнических казахов, в результате чего погиб проживавший там казахский учитель, что вызвало бурную ответную реакцию. На данный момент отношения с Узбекистаном стабилизированы, а все спорные участки поделены и делимитированы.
Узбекистан и Казахстан имеют общую позицию по так называемому водному вопросу и нежелательности присутствия НАТО в Афганистане. Казахстан участвует в Тюркском совете, Узбекистан вступил в Тюркский совет 2019 году.
Президент Узбекистана Шавкат Мирзиёев стал главным архитектором формирующейся Новой Центральной Азии, и не случайно на центральноазиатском саммите в Астане ему вручён Почётный знак глав государств Центральной Азии, что стало признанием личного вклада лидера Узбекистана в развитие дружбы, добрососедства и взаимопонимания между государствами региона.

## Известные казахи Узбекистана
- Урал Тансыкбаев — первый узбекский художник-станковист. Заслуженный деятель искусств Узбекской ССР (1943). Народный художник Узбекской ССР (1944).
- Малбагар Мендикулов — крупный учёный и общественный деятель, архитектор.
- Сабир Рахимов — советский военачальник, в 1945 году — командир 37-й гвардейской Речицкой дважды Краснознамённой орденов Суворова 2-й степени Кутузова 1-й степени Богдана Хмельницкого 2-й степени стрелковой дивизии 65-й армии 2-го Белорусского фронта, гвардии генерал-майор (19.03.1943). Герой Советского Союза (6.05.1965, посмертно). Герой борьбы с национальным движением басмачей в Узбекистане, Таджикистане и Туркменистане.[36]
- Расул Кушербаев — политический деятель, редактор и журналист. Депутат Законодательной палаты Олий Мажлиса Республики Узбекистан.
- Сейдулла Молдаханов (каз. Сейдулла Абдуллаұлы Молдаханов) — актёр. Заслуженный артист Республики Узбекистан (2003 год).
- Руслан Абдуллаев — боксёр, чемпион мира (2023), чемпион Азии (2022), многократный победитель и призёр международных и национальных турниров.
- Мадияр Сайдрахимов — боксёр, бронзовый призёр чемпионата мира (2021), серебряный призёр чемпионата Азии (2022).
- Эльмурат Тасмурадов — борец греко-римского стиля, 5-кратный чемпион Азии, трёхкратный призёр чемпионата мира и бронзовый призёр Олимпийских игр (2016).